# دار دوناتا كنزلباخ للنشر
دوناتا كنزلباخ (بالألمانية: Verlag Donata Kinzelbach) هي دار للنشر يقع مَقرُّها بمدينة ماينتس الألمانية بولاية راينلاند بالاتينات. والناشرة هي السيدة دوناتا كنزلباخ، التي تم تكريمها في عام 2008 وحازت على وسام الاستحقاق لجمهورية ألمانيا الاتحادية لما قدمته من مجهودات جبارة ومساهمات بخصوص اللأدب المغاربي.
والمحاور الرئيسية لبرنامج دار النشر كنزلباخ تتركز حول أعمال أدبية وروائية من المغرب العربي. حيث يتم نشر أعمال لكتاب مرموقين من المغرب والجزائر وتونس، من خلال أعمال مترجمة عن الفرنسية والعربية. ولكن هناك أيضا طبعات باللغة الفرنسية، والتي تستعمل إلى حد ما إلى جانب كتب المعلمين وهي مناسبة للاستخدام في دروس الفرنسية. ومن ضمن أعمال أدبية أخرى هناك أيضا الأدب من مالطا، عن أوليفَرْ افْرِيجِيري.
من بين المؤلفين والكُتّأب الذين يعملون بتعاون مع دار النشر كنزلباخ ليلى أبو زيد، جان عمروش، ميساء باي ، رشيد بوجدرة، إدريس الشرايبي، محمد ديب، محمد خير الدين، عزيز شواكي، يوسف العَلمي، الطاهر بن جلون، ألبرت ميمي، فضيلة سبتي، عبد الحق سرحان وكاتب ياسين.
إلى جانب ذلك وعلى سبيل المثال هناك أيضا نظرة علمية عامة عن النظم المتعلقة بالجنسين في شمال أفريقيا والصادرة في عام 2008 - تحولات وتوجهات في الأدب ومجال الفيلم والمجتمع.